# Лобанов-Ростовский, Андрей Анатольевич
Князь Андре́й Анато́льевич Лоба́нов-Росто́вский (5 мая 1892 — 17 февраля 1979) — русский офицер, участник Первой мировой войны и Белого движения, историк, советолог, профессор Мичиганского университета.

## Биография
Родился в Иокогаме в семье дипломата князя Анатолия Григорьевича Лобанова-Ростовского (1859—1907), внука сенатора князя Алексея Александровича (1787—1848). Дед по материнской линии — Александр Ризо-Рангабе, посол греческого короля при петербургском дворе.
Окончил лицей в Ницце. В 1913 году вернулся в Россию, поступил в Императорское училище правоведения, но с началом Первой мировой войны был мобилизован в армию.
Служил в лейб-гвардии Сапёрном батальоне, имел чин поручика (по другим данным — капитана). Сражался в Галиции и Польше, позднее — в составе Русского экспедиционного корпуса — на Салоникском фронте, был награждён несколькими орденами. После Брест-Литовского мирного договора, не желая предавать Союзников, поступил добровольцем во французскую армию, до Компьенского перемирия воевал в секторе Нанси.
Весной 1919 приехал в Крым, участвовал в Гражданской войне в составе ВСЮР. В следующем году был эвакуирован в Югославию.
Эмигрировал во Францию. Окончил Школу политических наук в Париже (1923). В 1922 году вступил в парижскую масонскую ложу «Астрея» № 500 Великой ложи Франции. В 1924 году переехал в Лондон, работал иностранным корреспондентом в банке Barings Bank. Также преподавал на славянском отделении Лондонского университета, Королевском институте международных отношений.
В 1930 году уехал в США, в 1936 принял американское гражданство. Продолжил академическую карьеру: был лектором, помощником профессора (assistant professor), адъюнкт-профессором (associate professor), профессором в Калифорнийском университете в Лос-Анджелесе. В 1945 году был избран профессором Мичиганского университета. Читал курсы по общеевропейской истории и истории России. Также читал лекции в университетах Беркли, Вайоминга, Миннесоты и Стэнфорда.
С 1930-х годов интересовался психическими исследованиями, состоял членом Американского общества психических исследований, читал лекции по парапсихологии.
В 1935 году опубликовал мемуары о Первой мировой войне и революции «The grinding mill: reminiscences of war and revolution in Russia, 1913—1920». Был знаком с генеалогом-эмигрантом Л. М. Савёловым:

Недавно я познакомился с князем Лобановым-Ростовским, он профессор в ближайшем к нам университете, здесь культурных людей приходится искать днём с фонарём, я боюсь, что видеться с ним придётся очень редко, а может быть и совсем не придётся.

В 1961 году вышел в отставку, через год был избран почётным профессором истории Мичиганского университета. Продолжал выступать с публичным лекциями о русской истории и мировой политике.

## Публикации
Опубликовал более 40 книг и статей, включая книгу «Россия и Азия» (1933), публикации в «Slavonic Review» и «Russian Review». Наиболее значительной работой Лобанова-Ростовского считается двухтомный труд об истории русской дипломатии в Европе (Russia and Europe: 1789—1825 и Russia and Europe: 1825—1878).
Архив князя Лобанова-Ростовского находится в Гуверовском институте.

## Награды
- Орден Святой Анны 4-й ст.;
- Орден Святого Станислава 3-й ст.;
- Орден Святой Анны 3-й ст.;
- Орден Святого Станислава 2-й ст.;
- Орден Святой Анны 2-й ст.;
- Орден Святого Владимира 3-й ст.

## Семья
В 1927 году женился на Грейс Шоу Поуп. Их сыновья: Игорь и Олег.
Вторым браком (1958) был женат на Мэри Маргарет Конклинг, дети от этого брака:
- Марина
- Сергей (р. 1960), профессор английского языка в колледже Кенион[4].

## Сочинения
- Russia and Asia, Macmillan New York 1933, p. 334.
- The Grinding Mill: Reminiscences of War and Revolution in Russia 1913—1920, Macmillan New York 1935, p. 163.
- Russia and Europe: 1789—1825. Durham, Duke University Press, 1947.
- Russia and Europe: 1825—1878. Ann Arbor, The George Wahr Publishing Co., 1954.